# Mozambique International 1985
Die Mozambique International 1985 im Badminton begannen am 6. Oktober 1985 in Maputo statt.

## Medaillengewinner
| Disziplin    | Gold                               | Silber                          | Bronze                           |
| ------------ | ---------------------------------- | ------------------------------- | -------------------------------- |
| Herreneinzel | Anatoli Skripko                    | Samson Egbeyemi                 | Fatai Tokosi                     |
| Herreneinzel | Anatoli Skripko                    | Samson Egbeyemi                 | Luís Filipe Lebeouf              |
| Dameneinzel  | Svetlana Belyasova                 | Elena Rybkina                   | Bridget Ibenero                  |
| Dameneinzel  | Svetlana Belyasova                 | Elena Rybkina                   | Vlada Beljutina                  |
| Herrendoppel | Samson Egbeyemi Tamuno Gibson      | Clement Ogbo Fatai Tokosi       | Sozinho Guerra Luis Antonio Timm |
| Herrendoppel | Samson Egbeyemi Tamuno Gibson      | Clement Ogbo Fatai Tokosi       | Mukesh Shah Gautam               |
| Damendoppel  | Svetlana Belyasova Elena Rybkina   | Bridget Ibenero Vlada Beljutina | Hansen Kongstad                  |
| Damendoppel  | Svetlana Belyasova Elena Rybkina   | Bridget Ibenero Vlada Beljutina | Indira Bhikha Irene Carvalho     |
| Mixed        | Anatoli Skripko Svetlana Belyasova | Clement Ogbo Dayo Oyewusi       | Fatai Tokosi I. Owolabi          |
| Mixed        | Anatoli Skripko Svetlana Belyasova | Clement Ogbo Dayo Oyewusi       | Samson Egbeyemi Bridget Ibenero  |

## Finalergebnisse
| Disziplin    | Sieger                             | Finalist                        | Ergebnis          |
| ------------ | ---------------------------------- | ------------------------------- | ----------------- |
| Herreneinzel | Anatoli Skripko                    | Samson Egbeyemi                 | 15–1, 11–15, 15–9 |
| Dameneinzel  | Svetlana Belyasova                 | Elena Rybkina                   | 12–9, 11–8        |
| Herrendoppel | Samson Egbeyemi Tamuno Gibson      | Clement Ogbo Fatai Tokosi       | 15–10, 15–10      |
| Damendoppel  | Svetlana Belyasova Elena Rybkina   | Bridget Ibenero Vlada Beljutina | 15–0, 15–7        |
| Mixed        | Anatoli Skripko Svetlana Belyasova | Clement Ogbo Dayo Oyewusi       | 15–1, 15–4        |